# Tori Spelling
Victoria Davey Spelling (Los Angeles, Califórnia, 16 de maio de 1973), é uma atriz  e autora norte-americana. Tori Spelling mais conhecida por ser filha do ex-produtor de televisão Aaron Spelling e por interpretar a personagem Donna Martin na popular série de tevê dos anos 1990, Beverly Hills, 90210.

## Biografia
É filha do produtor da série Aaron Spelling (Dallas, 22 de abril de 1923 — Los Angeles, 23 de junho de 2006). Em 3 de julho de 2004, Spelling casou-se com o ator e escritor Charlie Shanian. Em julho de 2005, Spelling estava filmando o filme para TV Lifetime Mind Over Murder em Ottawa , durante o qual conheceu o ator Dean McDermott, que era então casado com a atriz Mary Jo Eustace. Spelling e McDermott começaram um caso na noite em que se conheceram. Spelling e Shanian se separaram em outubro de 2005. Shanian citou diferenças irreconciliáveis quando pediu o divórcio, que foi finalizado em 20 de abril de 2006.
Spelling casou-se com McDermott menos de um mês depois, em 7 de maio de 2006, em uma cerimônia privada em Wakaya, Fiji. Spelling e McDermott renovaram seus votos em 8 de maio de 2010, em Beverly Hills, Califórnia. O casal tem cinco filhos: Liam, nascido dia 13 de março de 2007;  Stella Doreen, nascida 09 de junho de 2008 e Hattie Margaret, nascida 10 de outubro de 2011, Finn Davey Mcdermott, nascido a de 30 agosto de 2012, e Beau Dean McDermott, nascido a 02 de março de 2017.
Em junho de 2023, McDermott anunciou que ele e Spelling decidiram se separar após 18 anos juntos em uma postagem do Instagram agora excluída.
Em 29 de março de 2024, Spelling pediu oficialmente o divórcio de McDermott, citando diferenças irreconciliáveis e pedindo a custódia legal física e conjunta exclusiva de seus cinco filhos com direito de visita para McDermott.

## Principais trabalhos

### Televisão
- Shooting Stars (1983)
- The Three Kings (1987)
- Beverly Hills, 90210 (1990-2000)
- A Friend to Die For (1994)
- Awake to Danger (1995)
- Deadly Pursuits (1996)
- Co-Ed Call Girl (1996)
- Mother, May I Sleep with Danger? (1996)
- The Alibi (1997)
- So Downtown (2003) (canceled after a few episodes)
- A Carol Christmas (2003)
- Family Plan (2005)
- Hush (2005)
- So NoTORIous (2006)
- Smallville (Guest in Episode "Hydro", 2007) (Guest in Episode "Infamous", 2009)
- 90210 (2009)

### Filmografia
- Troop Beverly Hills (1989)
- The House of Yes (1997)
- Scream 2 (1997)
- Perpetrators of the Crime (1998)
- Trick (1999)
- Sol Goode (2001)
- Scary Movie 2 (2001)
- Naked Movie (2002)
- Evil Alien Conquerors (2002)
- 50 Ways to Leave Your Lover (2004)
- Cthulhu (2006)